# Jean-Georges Sieber
Jean-Georges Sieber (* 2. Februar 1738 in Reiterswiesen bei Bad Kissingen; † 13. Januar 1822 in Paris), französischer Musiker, Komponist und Musikverleger deutscher Herkunft.

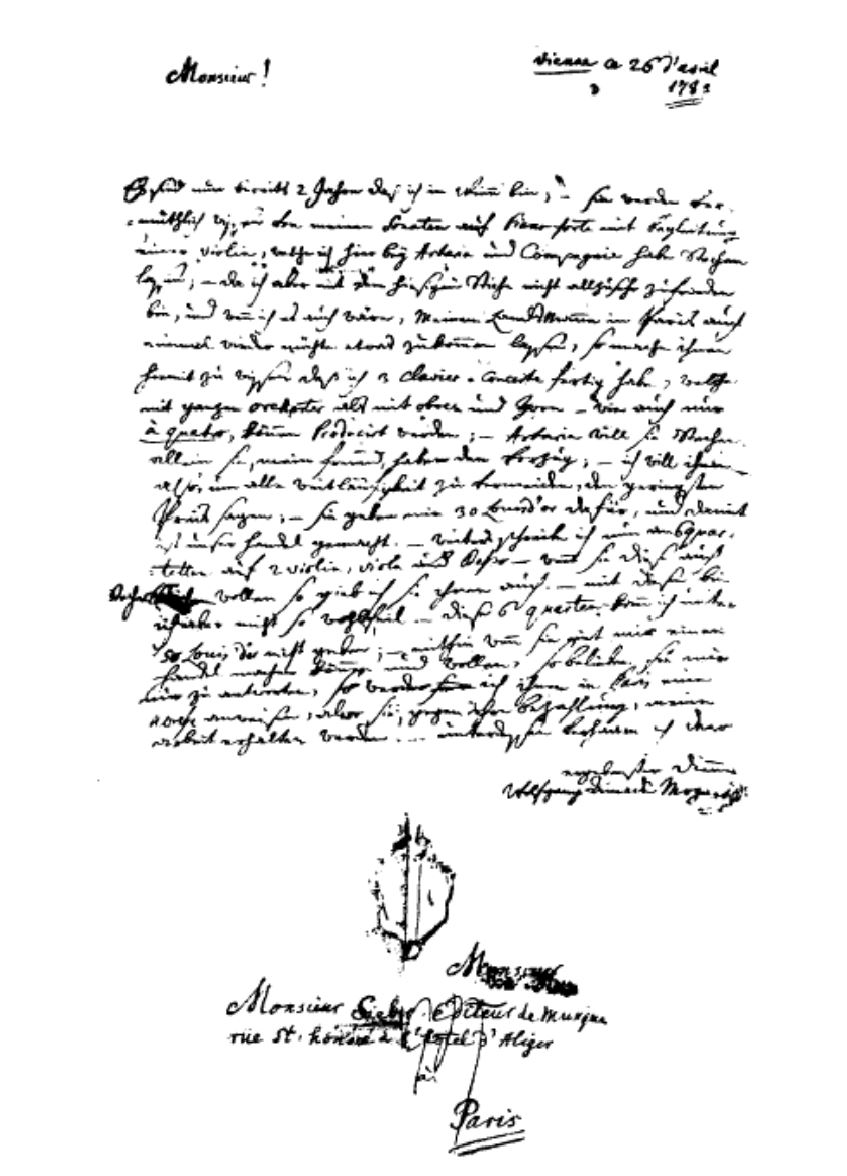
Persönlicher Brief von Wolfgang Amadeus Mozart an Jean-Georges Sieber (1782)

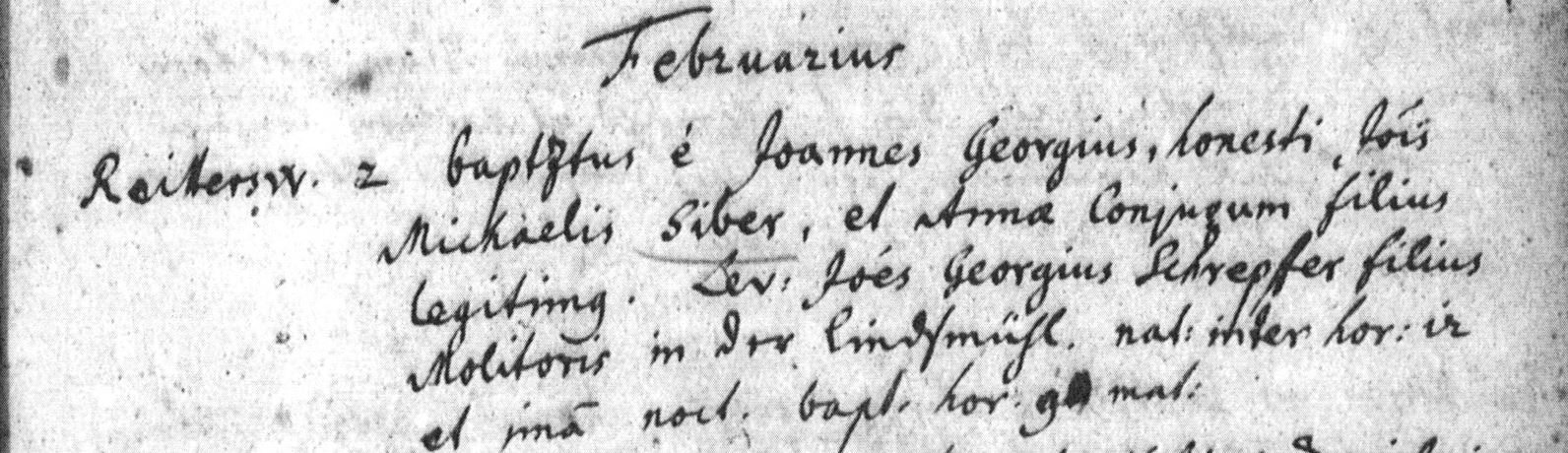
Taufurkunde von Jean-Georges Sieber (2. Februar 1738)

## Leben und Wirken
Jean-Georges Sieber wurde als Johann Georg Sieber am 2. Februar 1738 als erstes von vier Kindern des Reiterswiesener Ehepaares Johann Michael Sieber und Anna Mauder geboren. Die Eltern waren einfache Bauern in einem kleinen Dorf und es gab in Reiterswiesen keinerlei Musikschule oder überhaupt eine weiterführende Schule an welcher Französisch gelehrt worden wäre. Es wird deswegen angenommen, dass Jean-Georges Sieber derart hochmotiviert und hochbegabt war, dass er sich wohl bereits in seiner Kindheit seine sehr beachtlichen musikalischen und fremdsprachlichen Kenntnisse mangels anderer Alternativen autodidaktisch angeeignet hat.
Laut François-Joseph Fétis kam Sieber 1758 nach Paris, wo er als Hornist im Orchester der Société royale de musique eine Anstellung fand. Auch gehörte er dem Orchester der Concerts spirituels an. In dieser Zeit unterrichtete er Harfe an der Abtei Penthemont, in der Kinder der oberen Pariser Gesellschaftsschicht als Pensionäre lebten. Der Mercure de France erwähnte 1772 die Aufführung der Oper Deucalion et Pirrha aus Siebers Feder.
Nachdem er 1770 die Notenstecherin Marie-Julie Regnault geheiratet hatte, wurde Sieber 1771 erstmals als Verleger erwähnt. Im ersten, 30 Verlagsnummern umfassenden Katalog von 1771 befinden sich hauptsächlich Werke deutscher Komponisten, wie Johann Christian Bach, Dittersdorf, Anton Fils, Carl Stamitz, Friedrich Schwindel, Ernst Eichner, Johann Baptist Vanhal oder Joseph Haydn.
Im Laufe der Zeit erschienen bei Sieber mehr als 50 Sinfonien Haydns und zahlreiche Kammermusikwerke. Mozarts Pariser Sinfonie erschien bereits vor 1783, 1781 die Erstedition der Klaviersonaten mit Violine KV 301–306. Hierzu schreibt Mozarts Vater an Breitkopf & Härtel: „Die der Kurfürstin von Pfalzbayern zugeeigneten 6 Sonaten sind vom Hrn. Sieber in Paris verlegt. Er übernahm sie von meinem Sohn in Paris gegen 15 Louis neuf, 30 Exemplare und freie Dedikation.“ 1801 erschien ein Pasticcio mit Auszügen aus der Zauberflöte.
Bis zu seinem Tod im Jahr 1822 veröffentlichte Sieber mehr als 2000 Werke und gehörte somit zu den führenden Musikverlegern in Frankreich. Die meisten Werke stammten von deutschen Komponisten, vor allem der Mannheimer Schule entstammend, aber auch zahlreiche Italiener gehörten zum Verlagsprogramm, wie beispielsweise Felice Giardini, Luigi Boccherini, Giovanni Battista Viotti, Carlo Tessarini, Gaetano Pugnani, Giovanni Punto oder Federigo Fiorillo. Zum geschäftlichen Erfolg Siebers trug ein Netz aus Geschäftsstellen, die er in den großen europäischen Städten, darunter Sankt Petersburg, aber auch in New Orleans betrieb, bei. Nach dem Tod Siebers führte seine Witwe den Verlag für zwei Jahre weiter.
Der Sohn Georges-Julien Sieber (1775–1847), studierte Komposition bei Henri-Montan Berton und war ab 1795 im Verlagshaus tätig, bevor er 1799 einen eigenen Verlag gründete. Er veröffentlichte unter anderem zahlreiche Klavierwerke von Muzio Clementi, Dussek oder Daniel Steibelt. Seinen Verlag fusionierte Georges-Julien 1824 mit dem elterlichen Geschäft. Ab 1834 übernahm Adrien Sieber die Leitung des Verlages.